# Rhysophora griseola
Rhysophora griseola är en tvåvingeart som beskrevs av Rao och Wayne N. Mathis 1995. Rhysophora griseola ingår i släktet Rhysophora och familjen vattenflugor.
Artens utbredningsområde är Costa Rica. Inga underarter finns listade i Catalogue of Life.